# Маунт-Ейрі (Джорджія)
Маунт-Ейрі (англ. Mount Airy) — місто (англ. town) в США, в окрузі Гейбершем штату Джорджія. Населення — 1391 особа (2020).

## Географія
Маунт-Ейрі розташований за координатами 34°31′24″ пн. ш. 83°29′52″ зх. д. / 34.52333° пн. ш. 83.49778° зх. д. (34.523306, -83.497670).  За даними Бюро перепису населення США в 2010 році місто мало площу 6,70 км², з яких 6,68 км² — суходіл та 0,02 км² — водойми.

## Демографія
Згідно з переписом 2010 року, у місті мешкали 1284 особи в 470 домогосподарствах у складі 344 родин. Густота населення становила 192 особи/км².  Було 526 помешкань (78/км²).
Расовий склад населення:
| - 81,3 % — білих - 7,9 % — азіатів - 2,3 % — чорних або афроамериканців - 0,2 % — вихідців з тихоокеанських островів - 0,2 % — корінних американців - 6,8 % — осіб інших рас |

До двох чи більше рас належало 1,2 %. Частка іспаномовних становила 11,9 % від усіх жителів.
За віковим діапазоном населення розподілялося таким чином: 26,6 % — особи молодші 18 років, 61,8 % — особи у віці 18—64 років, 11,6 % — особи у віці 65 років та старші. Медіана віку мешканця становила 33,3 року. На 100 осіб жіночої статі у місті припадало 91,9 чоловіків;  на 100 жінок у віці від 18 років та старших — 89,4 чоловіків також старших 18 років.
Середній дохід на одне домашнє господарство  становив 47 120 доларів США (медіана — 41 184), а середній дохід на одну сім'ю — 59 424 долари (медіана — 52 330). Медіана доходів становила 34 189 доларів для чоловіків та 31 875 доларів для жінок. За межею бідності перебувало 18,1 % осіб, у тому числі 16,8 % дітей у віці до 18 років та 16,2 % осіб у віці 65 років та старших.
Цивільне працевлаштоване населення становило 598 осіб. Основні галузі зайнятості: освіта, охорона здоров'я та соціальна допомога — 21,9 %, виробництво — 15,6 %, роздрібна торгівля — 12,9 %.